# FC Roma Calfa Puhaceni
Der FC Roma Calfa ist ein moldauischer Frauenfußballverein in Puhăceni.

## Geschichte
Der Verein spielt seit der Saison 2007/08 (nachweisbar) in der Moldovan Women´s Football League. Gleich in der Saison 2007/08 gelang ihm der Einzug ins Pokalfinale, was jedoch verloren wurde. In der Saison 2009/10 gelang dem Verein mit dem Sieg der Meisterschaft der größte nationale Erfolg. 2008/09 und 2009/10 stand er zudem im Finale des nationalen Pokals, was  jeweils knapp verloren ging.
In der Saison 2013/14 ist der Club nicht mehr in der nationalen Liga vertreten.

## Erfolge
- Meister Moldau: 2009/10
- Pokalfinale Moldau: 2007/08, 2008/09, 2009/10

## UEFA Women’s Champions League
|                                       |                       |                   |      |  |  |
| UEFA Women’s Champions League 2009/10 | Gruppe 5 in Linköping | Linköpings FC     | 0:11 |  |  |
|                                       |                       | CFF Clujana Cluj  | 0:9  |  |  |
|                                       |                       | Glentoran LFC     | 0:2  |  |  |
|                                       |                       |                   |      |  |  |
| UEFA Women’s Champions League 2010/11 | Gruppe 1 in Brøndby   | Brøndby IF        | 0:6  |  |  |
|                                       |                       | FC NSA Sofia      | 0:4  |  |  |
|                                       |                       | Gazi Üniversitesi | 3:3  |  |  |